# Америчке олимпијске квалификације у пливању и атлетици
Америчке олимпијске квалификације у пливању и атлетици, (енгл. trials) су квалификационо, и немилосрдно, такмичење америчких пливача, или атлетичара, за Олимпијске игре, а одржава се отприлике око 45 дана, пре почетка Игара.
Немилосрдно је зато што се за Олимпијске игре квалификује, у пливању двоје првопласираних, а у атлетици троје (јер на Олимпијским играма свака земља по свакој дисциплини, осим штафетних, у пливању, може наступити с двоје такмичара, а у атлетици с троје); и то без обзира на све дотадашње успехе, златне медаље, светске рекорде, или славно име. Треће и четврто пласирани пливач(ица) те четврто пласирани атлетичар(ка) одлазе на Олимпијске игре само у саставу штафете, и то само у оним дисциплинама које су штафетне, нпр. треће и четврто пласирани пливач на 100 m и 200 m слободно, али не и они треће и четврто пласирани на нпр. 200 m мешовито; као и четврто пласирани атлетичар (или атлетичарка) на 100 m и 400 m, али не и онај четврто пласирани у нпр. скоку увис.
Евентуално, по процени селектора, али веома ретко, иде још неко, као резерва. Ово вишедеценијско старо америчко правило избора олимпијских такмичара довело је, у досадашњим предолимпијским квалификацијама, до немалих драма и личних траума појединих пливача или атлетичара који су, иначе, у својој дисциплини били сигурно или најбољи или међу најбољима на свету и које би свака друга светска репрезентација оберучке прихватила у своје редове, али, ето, тога дана, једноставно, или нису били у врхунској форми, или су били лагано озлеђени или су једноставно имали „лош дан“, а често се показало да би касније, на самим играма, постигли бољи резултат од победника у квалификацијама. Као последица тога, дешавало да неки атлетичари, отпавши у квалификацијама, а имају на то право по родитељском пореклу, настоје брже-боље променити држављанство (!) и, ако ураде на време, а дешавало се и то, с пасошем нове домовине ипак наступе на играма.
На овај начин избора, унутар самих америчких пливачких и атлетских кругова има доста критике, али меродавни ничим не показују да би се овај начин избора могао променити.
Примери:
- 1972. године на америчким пливачким квалификацијама за Олимпијске игре у Минхену 1972. амерички пливач Курт Крумфолц (Kurt Krumpholz) постигао је, у предтакмичењу 4. августа, светски рекорд на 400 m слободно (4:00.11), да би у полуфиналу, из непознатих разлога, подбацио и није се пласирао у финале пливачких квалификација, и Игре у Минхену — није видео, иако је тим светским рекордом (који је, трајао до септембра 1973) био, по резултату, бољи и од победника квалификација Рика Демонта (каснијег светског рекордера, првог пливача који је пливао 400 m испод 4 минута), а и од, месец дана каснијег, олимпијског победника аустралијског пливача Бреда Купера (4:00.27).
- 1988. године славни амерички атлетичар, тркач на 110 m с препонама, Грег Фостер, светски првак 1983. из Хелсинкија и 1987. из Рима, те сребрни с Игара у Лос Анђелесу четири године раније, тркач с најбољим временом те сезоне, уочи америчких атлетских квалификација озледио је — руку. Иако је до Игара остало готово скоро два месеца, иако је свима било јасно да би Фостер до тада одавно санирао озледу руке, и био потпуно спреман за наступ на Играма у Сеулу и тамо се сигурно борио за злато; милости, ни за њега, није било. На снази је остало старо правило: ако тога дана ниси прави, ако ниси међу првом тројицом на квалификацијама, на Олимпијске игре — не идеш.

Квалификције се одржавају у још неким спортовима.